# Багаши
Багаши су српска срењовјековна племићка породица. Имали су посједе у Краљевини Србији и Царевини Србији.

## Историја
Реч Багаш потиче из старословенског и означава истоимени инструмент.
Ова породица се у 14. вијеку у Србију доселила из Костура. Историја ове породице почиње са Антонијом Багашом који је био племић у Србији. Послије смрти цара Душана он се замонашио на Светој гори и добио име Арсеније. Као монах он је обновио Манастир Светог Павла. Други племић, Антонијев брат Никола Багаш дјелио је новац бројним манастирима и селима. Донирао је манастир у Костуру и друге цркве манастиру на Светој гори.

## Чланови
- Антоније Багаш
- Никола Багаш